# Mara Lane
Mara Lane (eigentlich Dorothy Bolton, * 1. August 1930 in Wien; † 2014 in Marbella, Spanien) war eine britisch-österreichische Filmschauspielerin.

## Leben
Mara Lane wurde in Wien geboren. Ihr Vater war ein britischer Geschäftsmann, ihre Mutter war russischer Herkunft. Sie hatte eine jüngere Schwester, Jocelyn Lane, die ebenfalls als Schauspielerin tätig war. In den frühen 1950er-Jahren war Mara Lane in Großbritannien ein begehrtes Fotomodell und wurde schon bald für den Film entdeckt. 1951 hatte sie ihren ersten Filmauftritt als Sängerin in Hell Is Sold Out. Es folgten kleinere Rollen in Treasure Hunt und Something Money Can’t Buy (beide 1952). Seit 1956 drehte sie vornehmlich in Deutschland, wo sie jedoch zumeist ebenfalls nur Nebenrollen erhielt.
1965 zog sich Mara Lane ins Privatleben zurück. Sie lebte jahrelang in London. Gestorben ist sie unbemerkt von der Öffentlichkeit im Jahre 2014 in Spanien.

## Filme (Auswahl)
- 1951: Hell Is Sold Out
- 1952: Treasure Hunt
- 1952: Something Money Can’t Buy
- 1953: Boccaccios große Liebe (Decameron Nights)
- 1954: Angela
- 1954: Eine Nacht mit Susanne (Susan Slept Here)
- 1955: Casanova – Seine Liebe und Abenteuer (Le avventure di Giacomo Casanova)
- 1956: Pulverschnee nach Übersee
- 1956: Der Fremdenführer von Lissabon
- 1957: Monpti
- 1958: Der Page vom Palast-Hotel
- 1958: Der Elefant im Porzellanladen
- 1958: Ooh … diese Ferien
- 1958: Peter Voss, der Millionendieb
- 1959: Schlag auf Schlag
- 1959: Ich bin kein Casanova
- 1959: Bobby Dodd greift ein
- 1959: Paradies der Matrosen
- 1961: Was macht Papa denn in Italien?
- 1962: Die letzten Stunden von Pompeji (Anno 79 - La distruzione di Ercolano)
- 1962: Der Kampf der Makkabäer (Il vecchio testamento)
- 1964: Jetzt dreht die Welt sich nur um dich